# Aaptos globosa
Aaptos globosa là một loài động vật thân lỗ thuộc họ Suberitidae. Loài này được mô tả năm 1994.